# Vertigo (Jackie McLean)
Vertigo è un album di Jackie McLean, pubblicato dalla Blue Note Records nel 1980 (la maggior parte delle fonti datano la pubblicazione nel 1981, ma sul retrocopertina dell'album originale è chiaramente stampato il 1980).
Il disco è composto da due sessions distinte, pubblicate per la prima volta dalla Blue Note Records solo nel 1980, la prima sessione è del maggio del 1959 ed è rappresentato solo dal brano (del pianista Walter Davis Jr.) Formidable.
La seconda seduta di registrazione, che comprende gli altri cinque brani è del febbraio del 1963 e vede, tra gli altri, nella formazione il debuttante batterista Tony Williams e Herbie Hancock, anch'egli agli inizi di carriera musicale, al pianoforte.
L'album fu ripubblicato in seguito (sempre dalla Blue Note Records nel 2000) su CD con sei bonus (brani registrati nel giugno del 1962),  ma senza il brano Formidable.

## Tracce
Lato A
1. Marney – 6:15 (Donald Byrd) – Registrato l'11 febbraio 1963 al Van Gelder Studio di Englewood Cliffs, New Jersey
2. Dusty Foot – 6:52 (Donald Byrd) – Registrato l'11 febbraio 1963 al Van Gelder Studio di Englewood Cliffs, New Jersey
3. Formidable – 6:10 (Walter Davis, Jr.) – Registrato il 2 maggio 1959 al Van Gelder Studio di Englewood Cliffs, New Jersey

Durata totale: 19:17
Lato B
1. Vertigo – 8:14 (Jackie McLean) – Registrato l'11 febbraio 1963 al Van Gelder Studio di Englewood Cliffs, New Jersey
2. Cheers – 4:52 (Jackie McLean) – Registrato l'11 febbraio 1963 al Van Gelder Studio di Englewood Cliffs, New Jersey
3. Yams – 7:52 (Herbie Hancock) – Registrato l'11 febbraio 1963 al Van Gelder Studio di Englewood Cliffs, New Jersey

Durata totale: 20:58
Edizione CD del 2000, pubblicato dalla Blue Note Records (7243 5 22669 2 0)
1. Marney – 6:13 (Donald Byrd)
2. Dusty Foot – 6:52 (Donald Byrd)
3. Vertigo – 8:15 (Jackie McLean)
4. Cheers – 4:51 (Jackie McLean)
5. Yams – 7:57 (Herbie Hancock)
6. The Three Minors – 6:01 (Jackie McLean) – Bonus Track, registrato il 14 giugno 1962 a Englewood Cliffs, New Jersey
7. Blues in a Jiff – 7:07 (Sonny Clark) – Bonus Track, registrato il 14 giugno 1962 a Englewood Cliffs, New Jersey
8. Blues for Jackie – 7:48 (Kenny Dorham) – Bonus Track, registrato il 14 giugno 1962 a Englewood Cliffs, New Jersey
9. Marilyn's Dilemma – 4:58 (Billy Higgins) – Bonus Track, registrato il 14 giugno 1962 a Englewood Cliffs, New Jersey
10. Iddy Bitty – 8:13 (Jackie McLean) – Bonus Track, registrato il 14 giugno 1962 a Englewood Cliffs, New Jersey
11. The Way I Feel – 7:05 (Butch Warren) – Bonus Track, registrato il 14 giugno 1962 a Englewood Cliffs, New Jersey

Durata totale: 75:20

## Musicisti
Marney / Dusty Foot / Vertigo / Cheers / Yams
- Jackie McLean - sassofono alto
- Donald Byrd - tromba
- Herbie Hancock - pianoforte
- Butch Warren - contrabbasso
- Tony Williams - batteria[3]

Formidable
- Jackie McLean - sassofono alto
- Donald Byrd - tromba
- Walter Davis Jr. - pianoforte
- Paul Chambers - contrabbasso
- Pete La Roca - batteria[4]

The Three Minors / Blues in a Jiff / Blues for Jackie / Marilyn's Dilemma / Iddy Bitty / The Way I Feel
- Jackie McLean - sassofono alto
- Kenny Dorham - tromba
- Sonny Clark - pianoforte
- Butch Warren - contrabbasso
- Billy Higgins - batteria[5]